# كاستانهال
كاستانهال هي بلدية في البرازيل، تتبع بارا، بلغ عدد سكانها 192٫571  نسمة، في 2016، تبلغ مساحتها 1٬029٫191 كيلومتر مربع.

## الموقع
تشترك في الحدود مع:
- إنهانجابي
- Santa Maria do Pará [الإنجليزية]‏.

## أعلام
- إيغور هنريكي